# Wolarski Potok

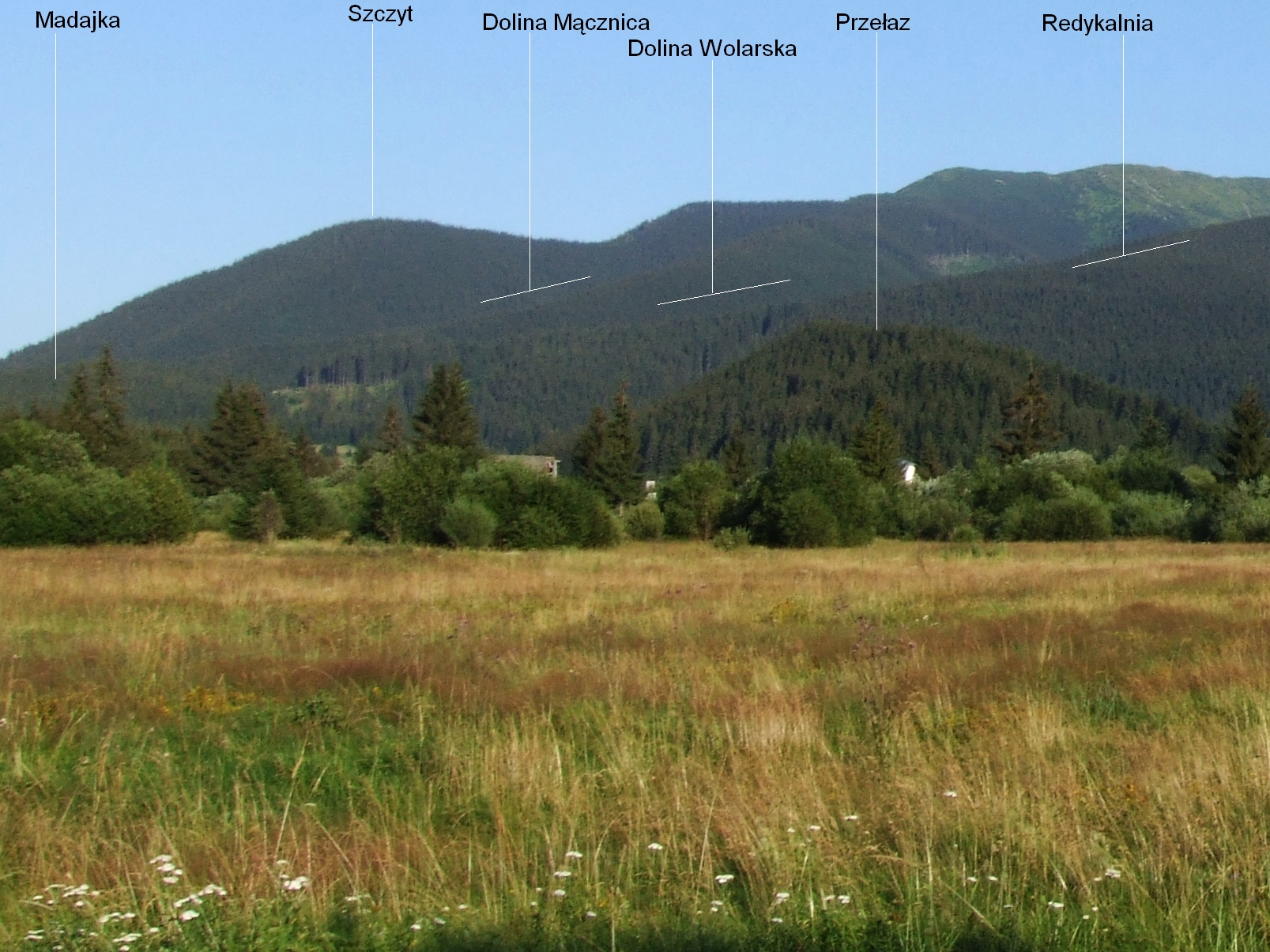
Dolna część doliny Wolarskiego Potoku

Wolarski Potok (słow. Volariský potok, potok Volariská) – potok w słowackich Tatrach Zachodnich, lewy dopływ Zimnej Wody Orawskiej. Ma stałe źródła w Dolinie Wolarskiej na wysokości około 1450 m, okresowo (przy wyższym stanie wód) na wysokości około 1550 m. Spływa dnem doliny i na wysokości około 910 m ginie całkowicie w ponorze. Jego dalszy bieg podziemny nie został prześledzony, jest jednak pewne, że wypływa w Jaskini Brestowej, a następnie uchodzi wypływem do Stefkowskiego Potoku. Po większych ulewach nie cała woda ginie w ponorach i potok spływa dnem Doliny Wolarskiej, uchodząc do Zimnej Wody.